# Helene Tursten
Helene Tursten (ur. 17 lutego 1954 w Göteborgu) – szwedzka pisarka, autorka powieści kryminalnych. Zanim poświęciła się pisarstwu, pracowała jako pielęgniarka i dentystka. Główną postacią jej powieści jest inspektor Irene Huss – detektyw z Göteborga.

## Powieści
- 1998 – Den krossade tanghästen (wyd. pol. Porcelanowy konik, przekł. Danuta Wencel, Zakrzewo 2016)
- 1999 – Nattrond (wyd. pol. Śmierć przychodzi nocą, przekł. Danuta Wencel, Katowice 2010)
- 1999 – Tatuerad torso (wyd. pol. Mężczyźni, którzy lubią niebezpieczne zabawy, przekł. Ewa Chmielewska-Tomczak, Katowice 2011)
- 2002 – Kallt mord
- 2002 – Glasdjävulen
- 2004 – Guldkalven (wyd. pol. Zabójcze domino, przekł. Alfred Ostrowski, Katowice 2010)
- 2005 – Eldsdansen
- 2007 – En man med litet ansikte
- 2008 – Det lömska nätet
- 2010 – Den som vakar i mörkret
- 2012 – I skydd av skuggorna

## Filmy
Na podstawie powieści Helene Tursten, w latach 2007 - 2011 nakręcono 12 filmów (w dwóch seriach), których bohaterką jest inspektor Irene Huss.
Seria I:
- 2007: Inspektor Irene Huss – Mężczyźni, którzy lubią niebezpieczne zabawy (oryg. Tatuerad torso)
- 2008: Inspektor Irene Huss – Porcelanowy konik (oryg. Den krossade tanghästen)
- 2008: Inspektor Irene Huss – Śmierć przychodzi nocą (oryg. Nattrond)
- 2008: Inspektor Irene Huss – Szklany diabeł (oryg. Glasdjävulen)
- 2008: Inspektor Irene Huss – Taniec ognia (oryg. Eldsdansen])
- 2008: Inspektor Irene Huss – Zabójcze domino (oryg. Guldkalven])

Seria II:
- 2011: Inspektor Irene Huss – Ten, kto czuwa nocą (oryg. Den som vakar i mörkret])
- 2011: Inspektor Irene Huss – Zdradliwa sieć (oryg. Det lömska nätet)
- 2011: Inspektor Irene Huss – Człowiek o małej twarzy (oryg. En man med litet ansikte)
- 2011: Inspektor Irene Huss – Wtajemniczeni (oryg. Tystnadens cirkel)
- 2011: Inspektor Irene Huss – Pod osłoną nocy (oryg. I skydd av skuggorna)
- 2011: Inspektor Irene Huss – Polowanie na świadka (oryg. Jagat vittne)

Obsada:
- Irene Huss – Angela Kovács
- Krister Huss – Reuben Sallmander
- Jenny Huss – Mikaela Knapp
- Katarina Huss – Felicia Löwerdahl
- Sven Andersson – Lars Brandeby
- Jonny Blom – Dag Malmberg
- Yvonne Stridner – Anki Lidén
- Birigtta Moberg – Emma Swenninger
- Fredrik Stridh – Eric Ericson